# Physoptera parvitergata
Physoptera parvitergata är en tvåvingeart som först beskrevs av Borgmeier 1925.  Physoptera parvitergata ingår i släktet Physoptera och familjen puckelflugor. Inga underarter finns listade i Catalogue of Life.